# Agrimarkt
Agrimarkt was een kleine supermarktketen in Zuidwest-Nederland met zes relatief grote filialen in Goes, Vlissingen, Roosendaal, Oud-Beijerland, Middelharnis en sinds 2018 Terneuzen.
Agrimarkt B.V. was een dochteronderneming van landbouwcoöperatie Coöperatieve Zuidelijke Aan- en verkoop Vereniging (CZAV) te Wemeldinge, Zeeland, dat ook een aantal Agrisneltanks beheert.
In juli 2019 werd bekendgemaakt dat Jumbo voornemens is om de keten over te nemen. Dit voornemen is inmiddels goedgekeurd door de ACM.
31 oktober 2019 was de laatste dag dat alle vestigingen open waren; een dag later is de ombouw naar de nieuwe supermarkten begonnen.
Vier vestigingen (Goes, Vlissingen, Roosendaal en Middelharnis) werden omgebouwd naar Jumbo, de andere twee (Oud-Beijerland en Terneuzen) naar Lidl.